# Zwischen uns
Zwischen uns ist ein 2021 erschienenes Filmdrama von Max Fey. Im Mittelpunkt steht eine alleinerziehende Mutter, die mit der Betreuung ihres Sohnes mit Asperger-Syndrom überfordert ist.

## Handlung
Die junge Eva Meukow ist alleinerziehende Mutter des 13-jährigen Felix mit Asperger-Syndrom und in dessen Betreuung anfangs ganz auf sich allein gestellt. Ein Vater oder weitere Familienmitglieder kommen im Film nicht vor. Sie lieben einander sehr, doch Eva kann der Doppelbelastung durch Felix und Beruf unmöglich gerecht werden, so dass sie anfangs einen Job im Supermarkt verliert. Auch eine Schulbegleiterin für Felix ist mit seinen Wutausbrüchen überfordert, so dass er und Eva von Mitschülern und deren Eltern zunehmend gemieden und angegriffen werden.
Durch Vermittlung des Nachbarn Pelle bekommt Eva eine neue Stelle als Bedienung in einem Restaurant. Von Pelles Tätigkeit im Fischhandel ist wiederum Felix fasziniert und betrachtet den Fischgroßmarkt als neuen Zufluchtsort, wenn er vor einer Überforderung wegläuft. Eva zögert lange, ihre bislang abgekapselte Mutter-Sohn-Beziehung ein Stück weit für Pelle zu öffnen.
Schließlich verweigert Felix den Schulbesuch komplett, und eine Schulpsychologin wird hinzugezogen. Sie zieht es vor, sich mit Felix allein zu unterhalten, während Eva draußen wartet. Als Felix das Zimmer wieder verlässt, ist Eva zusammengebrochen und liegt bewusstlos am Boden. Am Tag davor hatte Felix sie unabsichtlich am Kopf verletzt. Statt Hilfe zu holen, rennt er auch nun wieder in panischer Angst davon.
Hier macht der Film einen zeitlichen Sprung. Felix ist aus der Wohnung ausgezogen und wohnt in einem Wohnheim oder Internat, Eva und Pelle besuchen ihn dort. Eva gibt ihm eine Karte, die beim Aufklappen eine Melodie spielt; schriftlich bittet sie ihn darin um ein Zeichen, wenn er wieder mit ihr reden möchte. Später bekommt sie einen Anruf und hört durchs Telefon die Melodie der Karte.

## Hintergrund
Zwischen uns wurde vom 18. November bis zum 17. Dezember 2020 in München und Umgebung gedreht. Die Uraufführung war am 29. Oktober 2021 bei den Internationalen Hofer Filmtagen, und der Kinostart am 16. Juni 2022.

## Rezeption
Die Deutsche Film- und Medienbewertung vergab das Prädikat besonders wertvoll und schließt die Begründung mit: So ist Max Fey mit ZWISCHEN UNS ein überzeugender Debütfilm gelungen. Schnörkellos und gut gespielt geht es um die Herausforderungen im Verhältnis zwischen einer alleinerziehenden Mutter und einem pubertierenden Jungen mit Asperger-Syndrom. An Tragik mangelt es dem Film zwar nicht, doch wird damit behutsam und wohldosiert umgegangen.